# Papa Honório I
Papa Honório I nasceu em Capua. Eleito o 70º Papa em 27 de outubro de 625, tinha sido discípulo de S. Gregório Magno. Durante o seu pontificado impulsionou a evangelização de Inglaterra, procurando a integração dos monotelitas na Igreja — heresia que negava uma vontade humana em Cristo, mantendo somente a divina — a qual ele não combateu (inclusive aprovando a Ecthesis de Sérgio I de Constantinopla). Isso fê-lo ser condenado pelo Papa Leão II (682).
Instituiu a Festa da Exaltação da Santa Cruz, no dia 14 de Setembro. Sanou as questões da Igreja no Oriente e o cisma de Aquileia.
Preocupou-se com a restauração das igrejas e mandou reparar o antigo aqueduto de Trajano, que levava água à cidade de Roma. Morreu em 12 de outubro de 638.